# КАМАЗ-5350
КАМАЗ-5350 — российский крупнотоннажный грузовой автомобиль военного назначения с колёсной формулой 6×6, выпускается Камским автомобильным заводом с 2003 года.
КАМАЗ-5350 относится к семейству «Мустанг».

## Модификации

### Cерийные
- КАМАЗ-5350 — с двигателем КАМАЗ-740.30-260 (Евро-2, позже Евро-3)
- КАМАЗ-5350-42 — с двигателем КАМАЗ-740.622-280 (Евро-4)
- КАМАЗ-5350-46 — с двигателем КАМАЗ-740.662-300 (Евро-4)
- КАМАЗ-5350-D5 — с двигателем Cummins ISBe6.7 E5 285 (Евро-5)
- КАМАЗ-5350-379 — модификация с комплектом дополнительной защиты и многофункциональным модулем ММ-501
- КАМАЗ-53504 — седельный тягач на базе КАМАЗ-5350. Военная модификация седельного тягача КАМАЗ-44108, на базе данной модели была разработана беспилотная грузовая платформа, обеспечивающая доставку грузов без присутствия в кабине водителя.

- КАМАЗ-53502 — седельный тягач с колесной формулой 6×4, выпускается с 2007 года серийно ;
- КАМАЗ-53503 — бортовой грузовой автомобиль с колесной формулой 6×4, выпускается с 2007 года серийно. Приняты на снабжение в 147-ю Автомобильную базу Министерства Обороны Российской Федерации ;
- КАМАЗ-53505 — самосвал с колесной формулой 6×4, выпускается с 2007 года серийно.

## КАМАЗ-53501
Грузовой автомобиль КАМАЗ-53501 военного назначения с колёсной формулой 6×6 производства Камского автомобильного завода, модификация КАМАЗ-5350. Относится к семейству «Мустанг».
Производство автомобиля КАМАЗ-53501 стартовало в 2003 году параллельно с КАМАЗ-5350. Грузоподъёмность автомобиля 10 тонн. Двигатель — 11-литровый дизельный КАМАЗ-740.30, развивает мощность 260 л. с.
Благодаря ошиновке и приводу автомобиль может переправляться через водоёмы глубиной до 1,75 метра. Внешние различия КАМАЗ-5350 и КАМАЗ-53501 заключаются в длине.
На шасси КАМАЗ-53501 также производятся пожарный автомобиль (ААТС-5-40-200-50), автокраны КС-3574М2 , КС-45719-7М и другие, автоцистерна (АЦПТ-10-53501) и экскаватор (ЭOB-3522). Внешним видом автомобиль напоминает КАМАЗ-43114 и КАМАЗ-43118.
- Бортовой тягач (вид сзади)
- Автокран КС-45731М2

|  | [скрыть]Технические характеристики автомобиля КАМАЗ-5350         | [скрыть]Технические характеристики автомобиля КАМАЗ-5350 |
|  | ---------------------------------------------------------------- | -------------------------------------------------------- |
|  | Колёсная формула                                                 | 6х6                                                      |
|  | Снаряжённая масса, кг                                            | 9 650 (по другим данным 9800)                            |
|  | Грузоподъёмность, кг                                             | 6 000                                                    |
|  | Полная масса автомобиля, кг                                      | 15 850 (по другим данным 16 000)                         |
|  | Полная масса буксируемого прицепа, кг                            | 12 000 (по другим данным 8 000)                          |
|  | Полная масса автопоезда, кг                                      | 27 850                                                   |
|  | Двигатель                                                        | КАМАЗ-740.30-260,V8                                      |
|  | Максимальная мощность двигателя, кВт (л. с.)                     | 191 (260)                                                |
|  | Максимальный крутящий момент двигателя, Нм (кгс/м)               | 1 078 (110)                                              |
|  | Угол преодолеваемого подъёма автомобилем, град.                  | 31                                                       |
|  | Максимальная скорость, км/ч                                      | 100                                                      |
|  | Колёса                                                           | 310-533                                                  |
|  | Шины                                                             | 425/85 R21                                               |
|  | длина                                                            | 7960                                                     |
|  | ширина                                                           | 2550                                                     |
|  | высота                                                           | 3290                                                     |
|  | Внутренние размеры платформы, мм: длина х ширина х высота бортов | 4 890х2 470х730 (по другим данным 4 890х2 470х750)       |
|  | Глубина преодолеваемого брода, м                                 | 1,75                                                     |
|  | Ёмкость топливных баков, л                                       | 125/175                                                  |
|  | Запас хода, км                                                   | 1550                                                     |

## КАМАЗ-53504
Седельный тягач с колесной формулой 6×6 и односкатной ошиновкой, серийно выпускаемый Камским автомобильным заводом (КАМАЗ) с 2016 года.

### Модификации

#### Серийные
- КАМАЗ-53504-46 — с двигателем КАМАЗ-740-662.300 экологического класса Евро-4 или с двигателем Cummins ISB 6.7 E5 300 экологического класса Евро-5. Оба двигателя мощностью 220 квт (300 л/с).
- КАМАЗ-53504-50 — с двигателем КАМАЗ-740-705.300 экологического стандарта Евро-5.
- КАМАЗ-53504-37 — с газовым двигателем КАМАЗ-820.92-300 экологического стандарта Евро-5.
- КАМАЗ-53502 — опытный седельный тягач на базе КАМАЗ-53504, но с 2-х скатной ошиновкой и колесной формулой 6×4.

## Изображения
- КАМАЗ-5350 с защищенным многофункциональным модулем
- С бронированной кабиной.
- Бронеавтомобиль на базе КАМАЗ-5350.